# Reiner Schöne
Reiner Schöne est un acteur allemand né le 19 janvier 1942 à Fritzlar (Allemagne). 
En France, il est principalement connu pour avoir joué aux côtés de Lee Van Cleef dans le film Le Retour de Sabata, où il y tient le rôle de Clyde, un ancien lieutenant confédéré.
Dans les années 1990, il joue dans diverses séries télévisées, dont MacGyver ou  Arabesque, en jouant généralement des personnages allemands.

## Filmographie sélective

### Cinéma
- 1971 : Le Retour de Sabata : Clyde
- 1975 : La Sanction : Karl Freytag
- 1986 : La Révolte des pendus (La Rebelión de los colgados) de Juan Luis Buñuel
- 1990 : La Servante écarlate: Luke, le mari de Kate
- 1997 : Mortal Kombat : Destruction finale : Shinnok
- 2012 : Le Quatrième Pouvoir : Sokolow

### Télévision
- 1975 : Les Grands Détectives de Tony Flaadt, épisode : Mission secrète :
- 1990 : MacGyver (saison 6 épisode 5) : Weise
- 1993 : Arabesque (saison 10 épisode 4) : Hans Dietrich
- 1999 : Les Sept Mercenaires (saison 2 épisode 11) : Dell Speeback
- 2021 : Faking Hitler, l'arnaque du siècle : Herbert Strunz